# 고양이의 지능

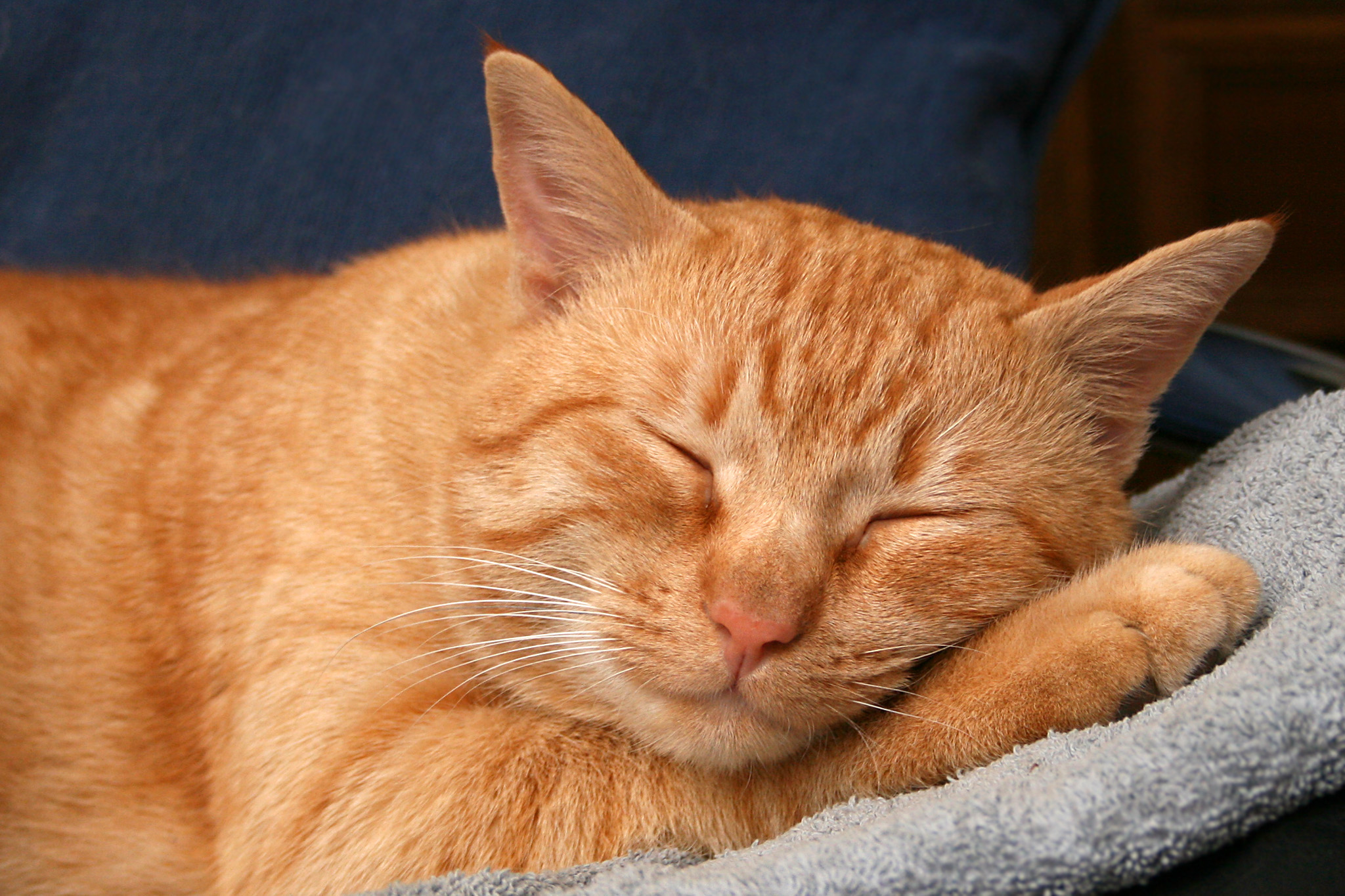
자고있는 고양이. 인간과 마찬가지로 고양이도 잠자는 동안 복잡한 꿈을 꾸게 되는데, 이는 기억하고 회상할 수 있는 긴 일련의 사건들을 포함한다.

고양이의 지능(영어: Cat Intelligence)은 길들여진 고양이가 문제를 해결하고 환경에 적응하는 능력이다. 연구자들은 새로운 상황에 적응하는 새로운 행동을 습득하고, 사회적 집단 내에서 필요와 욕망을 표출하고 훈련 신호에 대응하는 능력을 포함하는 고양이 지능을 보여주었다.

## 뇌

### 뇌의 크기
길들여진 고양이의 뇌의 길이는 약 5cm이고, 무게는 25-30g이다. 일반적인 고양이의 몸길이가 60cm이고 몸무게가 3.3kg이라고 가정하면 뇌는 전체 체중의 0.91%가 된다. 1973년 제리슨이 제안한 뇌화 지수 내에서 1보다 높은 값은 큰 뇌로 분류되는 반면, 1보다 낮은 값은 작은 뇌로 분류된다. 집고양이는 1–1.71 사이이며, 인간은 7.44–7.8이다. 고양이과에서 가장 큰 뇌는 자바와 발리의 호랑이들의 뇌이다. 척추동물의 뇌 크기와 지능 사이에 인과관계가 존재하는지 여부에 대한 논쟁이 있다. 여러 실험에서 이러한 요인들 사이에 상관 관계가 나타났지만, 상관 관계가 인과 관계를 의미하는 것은 아니다. 지능에 대한 뇌 크기의 관련성과 관련된 대부분의 실험은 복잡한 행동이 복잡한(따라서 지능적인) 뇌를 필요로 한다는 가정에 달려 있다. 그러나 이러한 연관성은 일관되게 입증되지 않았다..
고양이의 대뇌피질 표면적은 약 83 cm2(13 in2)이며, 이론적으로 몸무게 2.5 kg (5.5 lb)의 소뇌는 전체 무게의 0.17%인 5.3 g (0.19 oz)이다.

### 뇌 구조
터프츠 대학교의 연구자들에 따르면, 고양이 뇌의 구조는 사람과 매우 비슷하다. 사람과 고양이의 뇌는 비슷한 엽을 가졌고, 모두 대뇌 피질을 가지고 있다.
고양이의 뇌의 대뇌 피질 뉴런의 수는 7억 6300만 개라 보고되었다. 시각피질의 17번 영역은 1mm3마다 51,400개의 뉴런을가지고 있는 것으로 알려졌다. 17번 영역은 1차 시각피질이다.
인간과 고양이의 뇌는 모두 표면 접힘을 가지고 있다.
고양이 뇌를 분석한 결과, 고양이 뇌는 크게 상호 연결되고 일종의 스포크 허브 분산 패러다임에 의해 감각 정보를 공유하는 전문화된 작업을 가진 많은 영역으로 나뉘며, 그 사이에 많은 전문화된 허브와 많은 대체 경로가 있음을 보여주었다. 이러한 감각 정보의 교환은 뇌가 실제 세계에 대한 복잡한 인지를 구성하고 환경에 반응하고 조작할 수 있게 한다.
고양이의 시상에는 시상하부, 외측 생식핵, 그리고 추가적인 2차 핵구조 등이 포함된다.

### 기타 뇌 구조
집고양이 뇌에는 해마, 편도체, 전두엽(고양이의 경우 전체 뇌의 약 25%에 비해 3~3.5%), 뇌하수체, 전두엽, 송과샘 미상핵, 중뇌 등이 있다.

### 신경가소성
그로즈 외 연구진(1979)은 RNA 구조의 변화와 관련된 시각적 자극의 제어와 관련하여 고양이의 뇌의 신경가소성을 확인했다. 이후 연구에서 고양이는 시각 인식 메모리를 가지고 있으며 시각 정보로부터 뇌 인코딩을 유연하게 할 수 있다는 것이 밝혀졌다.

### 뇌와 식단
인지 능력 향상을 위한 식단은 주의력, 단기 및 장기 기억력, 학습, 문제 해결과 같은 정신적 과정을 개선하기 위해 공식화된 음식이다. 인지적 지원에 대한 주장은 인지적 장애를 예방하는 데 도움이 되는 노묘들을 대상으로 한 식단뿐만 아니라 두뇌 발달에 도움이 되는 많은 고양이에게 해당된다. 이러한 식단은 일반적으로 오메가-3 지방산, 오메가-6 지방산, 타우린, 비타민, 그리고 인지에 긍정적인 영향을 미치는 다른 보충제를 공급하는 데 초점을 맞춘다.
오메가-3 지방산은 고양이 인지에서 중요한 영양소이다. 그것들은 자연적으로 합성될 수 없고 식단에서 얻어야 하기 때문에 고양이에게 필수적이다. 뇌의 발달과 기능을 지원하는 오메가-3 지방산은 α-리놀렌산, 도코사헥사엔산(DHA), 에이코사펜타엔산(EPA)이다. 어류 및 기타 해양 공급원은 DHA와 EPA의 매우 풍부한 공급원을 제공한다. α-리놀렌산은 기름과 씨앗에서 얻을 수 있다.
오메가-6 지방산은 또한 이 식단에 필요하다. 뇌의 지원과 인지에 중요한 오메가-6 지방산은 아라키돈산이다. 아라키돈산 또는 AA는 고기와 계란과 같은 동물 공급원에서 발견된다. 고양이 사료에서 AA는 고양이 사료에서 요구되는데, 고양이들은 제한된 효소 델타-6 불포화효소로 인해 리놀레산으로부터 그것의 상당한 양을 전환시키기 때문이다. 도코사헥사엔산과 마찬가지로 아라키돈산은 고양이의 뇌 조직에서 종종 발견되며 뇌 기능에 보조적인 역할을 하는 것으로 보인다. 콘트레라스 등에 의해 완료된 2000년 연구에서 다이하이드록시아세톤과 AA가 포유류 뇌의 지방산의 20%를 차지한다는 것이 밝혀졌다. 아라키돈산은 대부분의 세포막에서 많은 양을 구성하고 많은 염증 유발 작용을 한다.
타우린은 아미노산으로 합성 능력이 낮기 때문에 고양이 식단에 필수적이다. 타우린은 뇌에서 혈액-뇌 장벽을 넘을 수 있는 능력을 가지고 있으며, 특히 시각 발달에서 많은 신경학적 기능에서 역할을 한다. 타우린이 없다면, 고양이들은 소뇌와 시각 피질에 비정상적인 형태를 가질 수 있다.고양이에게 타우린이 부족한 음식을 먹였을 때, 이것은 눈의 망막에서 타우린의 농도의 감소로 이어졌다. 이것은 광수용체의 열화를 초래했고, 이어서 완전한 실명을 초래했다.
콜린은 뇌전증과 인지장애를 예방하고 개선하는 수용성 영양소이다. 보조제는 발작과 고양이 인지 기능 장애를 가진 고양이를 위한 치료의 일부이지만, 이러한 치료법은 대부분 개에 대한 일화적 증거와 연구에 기초한다. 도파민이나 아세틸콜린과 같은 신경 화학물질의 전구물질로, 신경계의 적절한 기능을 위해 중요하다.

## 지능
행동 관찰을 통한 지능은 기술과 능력의 결합으로 정의된다. WAIS 테스트는 성인 호모 사피엔스의 지능을 측정하는 지표이다. 이 시험은 언어 이해력, 지각 조직, 작업 기억력, 처리 속도 등 네 가지 기준에 따라 점수를 매긴다 WAIS 기준에 의한 비교 평가에서 고양이는 일반적으로 지능이 공정하다.
통제된 실험에서, 고양이는 물체의 영속성에 대한 개념을 완전히 발전시켰다는 것을 보여주었는데, 이것은 감각 운동 지능이 고양이에서 완전히 발달되었다는 것을 의미한다. 인간 유아의 경우, 감지 운동 지능의 여섯 번째 단계와 마지막 단계에서 정신 표현의 시작을 평가하기 위해 물체의 보이지 않는 변위를 여러 개 포함하는 시험이 사용된다. 이러한 작업에 대한 고양이들의 검색은 감지되지 않은 물체의 표현과 완전히 발달된 감각 운동 지능과 일치했다.
2009년, 고양이들이 플라스틱 스크린 아래에서 간식을 되찾기 위해 줄을 당기는 실험이 수행되었다. 고양이들은 하나의 끈이 제시되었을 때, 간식을 얻는 데 어려움이 없었지만, 여러 개의 끈이 제시되었을 때, 그 중 일부는 간식과 연결되지 않았고, 고양이들은 인간과 같은 방식으로 원인과 결과를 이해하지 못한다는 결론에 도달했다.
고양이는 잠자는 동안 복잡한 꿈을 꾸고, 그들이 잠든 동안 긴 일련의 사건들을 기억하고, 그들이 잠든 동안 많은 다른 동물들이 꾸는 것처럼. 꿈을 꾸는 고양이는 때때로 얼굴, 수염, 발, 그리고 복부의 움직임이 빠르고, 통제되지 않는다.